# زانيل دلاميني مبيكي
زانييل مبيكي (النسب دلاميني، ولدت في 18 نوفمبر عام 1938م) وهي أخصائية اجتماعية نسوية من جنوب إفريقيا، حيث أسست بنك تنمية المرأة. وهي أيضًا السيدة الأولى السابقة لجنوب إفريقيا.

## بدياة حياتها وتعليمها
ولدت زانيل دلاميني في الكسندرا عام 1938م حيث كان والدها كاهنًا ميثوديًا ووالدتها تعمل خياطة ولديها خمس شقيقات. فكانت مبيكي أحد المتواجدين في أكاديمية إنكامانا الكاثوليكية في كوازولو ناتال قبل أن تدرس لتصبح أخصائية اجتماعية في جامعة ويتواترسراند.
فبعد عملها لمدة ثلاث سنوات في شركة أنجلو أمريكان بي إل سي كأخصائية اجتماعية في زامبيا، انتقلت مبيكي إلى لندن وأكملت دبلومتها في السياسة الاجتماعية والإدارة في كلية لندن للاقتصاد في عام 1968م حيث حصلت لاحقًا على منحة دراسية للحصول على درجة الدكتوراة حول وضع النساء الأفريقيات في ظل نظام الفصل العنصري في جامعة برانديز في الولايات المتحدة، على الرغم من أنها غادرت الولايات المتحدة للزواج من ثابو مبيكي قبل إتمامها للدكتوراة.

## حياتها المهنية
أثناء وجودها في لندن، عملت مبيكي كأخصائي نفسي اجتماعي في مستشفى جاي ومستشفى مارلبورو داي.
وبعد زواجها، عملت مبيكي في صندوق التعليم الجامعي الدولي في لوساكا، زامبيا، ثم استقالت في عام 1980م وذلك قبل وقت قصير من إغلاق الصندوق التعليمي بعد أن كُشف عن رئيسها، كريج ويليامسون، أنه جاسوس من جنوب إفريقيا. ثم تم انتخابها لعضوية الرابطة النسائية لحزب المؤتمر الوطني الأفريقي حيث قامت بالكتابة عن «صوت المرأة».
حاضرت مبيكي في جامعة زامبيا لمدة عامين ثم عملت لدى مفوضية الأمم المتحدة لشؤون اللاجئين في نيروبي.
وبعد عودتها إلى جنوب إفريقيا في عام 1990م، أسست مبيكي بنك تنمية المرأة، والذي بدوره يقدم تمويلًا صغيرًا لنساء جنوب إفريقيا الفقيرات. حيث كان زوجها يقوم بحملته الانتخابية، نادرًا ما ظهرت معه ورفضت إجراء المقابلات.
وعندما أصبح زوجها رئيسًا في عام 1999م، أصبحت السيدة الأولى لجنوب إفريقيا وهي ناشطة نسوية ومدافعة عن حقوق المرأة. وفي يوليو 2003م، دعت إلى اجتماع «نساء جنوب إفريقيا في حوار»، المُصمم لتمكين النساء من المشاركة الكاملة في تنمية البلاد.

## حياتها الشخصية
التقت مبيكي بثابو مبيكي أثناء دراستها في جامعة لندن وتزوجا في مكتب التسجيل بلندن في 23 نوفمبر 1974م، تلاها حفل ديني في منزل أختها الكبرى، إديث، قلعة فارنهام في ساري.
كان عليهما أن يحصلا على إذن من حزب المؤتمر الوطني الأفريقي للزواج، حيث بحسب ما ورد: أُخبر أديلايد تامبو «إذا لم يسمح لي بابا [أوليفر تامبو] بالزواج من زانيلي، فلن أتزوج مرة أخرى أبدًا ولن أسألك مرة أخرى، أنا أحب شخص واحد فقط وهناك شخص واحد أريد أن أصنع حياتي معه، وهي زانيلي.»
فأن الزوجان ليس لديهما أطفال والمرجح أن الزوجان يعيشان منفصلين.